# Twelve Stops and Home
Twelve stops and home è l'album d'esordio dei The Feeling.
Il cd, uscito nel 2006, ha venduto oltre un milione di copie nel mondo ed è stato anticipato dal singolo Soft rock Sewn. Il titolo (in italiano, 12 fermate e casa) indica le fermate della  metropolitana di Londra prima di giungere alla casa del cantante Dan Gillespie Sells.

## Tracce (Versione internazionale)
1. "I Want You Now" – 3:47
2. "Never Be Lonely" – 3:31
3. "Fill My Little World" – 4:07
4. "Kettle's On" – 4:07
5. "Sewn" – 5:55
6. "Anyone" – 4:10
7. "Strange" – 4:21
8. "Love It When You Call" – 3:35
9. "Rosé" – 4:16
10. "Same Old Stuff" – 5:10
11. "Helicopter" – 3:18
12. "Blue Piccadilly" – 9:55

- In realtà il brano Blue Piccadilly dura 4:55. Segue 1 minuto e 20 secondi di silenzio dal termine di quest'ultimo brano (4:55 - 6:15), dopodiché inizia la ghost track Miss You, un brano eseguito al pianoforte (6:15 - 9:55).

Questa ghost track compare anche nella versione USA del disco.
- La canzone Sewn è presente nel gioco di calcio EA Fifa 07.

## Tracce (Versione USA)
1. "Sewn" – 5:55
2. "Never Be Lonely" – 3:31
3. "Love It When You Call" – 3:35
4. "Fill My Little World" – 4:07
5. "Kettle's On" – 4:07
6. "I Want You Now" – 3:47
7. "Strange" – 4:21
8. "Anyone" – 4:10
9. "Rosé" – 4:16
10. "Same Old Stuff" – 5:10
11. "Helicopter" – 3:52
12. "Blue Piccadilly" – 9:55

## Classifiche
- UK: #4
- Irlanda: #33